# شاپور بهرامی
شاپور (بهرام) بهرامی (زادهٔ ۱۳۰۳ در تهران) آخرین سفیر ایران در فرانسه در دوران پهلوی بود که همزمان مسئولیت سفارت ایران در پرتغال را هم برعهده داشت. وی پیش از انتصاب به سفارت در پاریس، سفیر ایران در مصر بود. او فرزند فضل‌الله بهرامی و برادر احمدعلی بهرامی است.
او پس از گذراندن تحصیلات ابتدایی و متوسطه برای ادامه تحصیل راهی اروپا شد و دکتری علوم سیاسی و علوم اجتماعی خود را از دانشگاه ژنو دریافت کرد و پس از پایان جنگ جهانی دوم به ایران بازگشت. وی خدمات اداری خود را با وزارت پیشه و هنر در سال ۱۳۲۹ شروع کرد و سپس در سال ۱۳۳۲ و در زمان وزارت عبدالله انتظام به وزارت امور خارجه منتقل شد. در روزهای منتهی به انقلاب ۱۳۵۷ و روی کار آمدن دولت شاپور بختیار، او به دلیل داشتن همسر فرانسوی و آنچه که مغایرت انتصاب با ضوابط وزارت خارجه عنوان شد، به همراه هفت سفیر دیگر ایران در کشورهای مختلف شامل اردشیر زاهدی سفیر در آمریکا، پرویز راجی سفیر در انگلستان، فریدون هویدا سفیر در سازمان ملل، پرویز عدل سفیر در برزیل، مهرانگیز دولتشاهی سفیر در دانمارک، علی معتضد سفیر در سوریه و شعاع‌الدین شفا سفیر در ایتالیا از سوی احمد میرفندرسکی وزیر امور خارجه وقت برکنار شد.